# Edward Higgins White
Edward Higgins White, II (14. listopadu 1930 San Antonio, Texas – 27. ledna 1967 Cape Canaveral, Florida) byl první americký astronaut, který uskutečnil výstup do vesmíru. Zahynul na Zemi při požáru na palubě Apolla 1.

## Život

### Před letem
Edward se narodil v Texasu 14. listopadu. Vystudoval vojenskou akademii ve West Pointu. Od roku 1952 sloužil v různých vojenských posádkách, také v Německu. Pak pokračoval ve zvyšování svých znalostí na Michiganské univerzitě letecké inženýrství. Odtud si v roce 1959 odnesl diplom s titulem leteckého inženýra. Požádal o přijetí do výcviku astronautů v NASA, kam byl po patřičných zkouškách v roce 1962 zařazen do druhé skupiny. Během dalšího výcviku absolvoval školu zkušebních pilotů na Edwardsově letecké základně a pracoval jako zkušební pilot a technický instruktor na základně Wright-Patterson v Ohiu.

### Lety do vesmíru
Byl členem posádky letu Gemini 4, při němž dne 3. června 1965 uskutečnil jako první Američan výstup do otevřeného vesmíru s manévrováním pomocí plynových trysek. V misi měl funkci druhého pilota, kolegou a velitelem lodě byl James McDivitt. Startovali z kosmodromu Mys Canaveral na Floridě a přistáli po 4 dnech letu s pomocí padáků v kabině lodi do Atlantského oceánu asi 400 km od Bahamských ostrovů.

### Tragédie
V dalších letech programu Gemini se s ním nepočítalo. Jeho druhým letem do vesmíru měl být let AS 204, dnes známý pod označením Apollo 1. V tomto letu měl zaujmout funkci pilota velitelského modulu. Během simulovaného odpočítávání na startovací rampě kosmodromu KSC vypukl dne 27. ledna 1967 v kabině Apolla 1 požár, při němž spolu s ostatními dvěma astronauty Virgilem Grissomem a Rogerem Chaffeem zahynul..

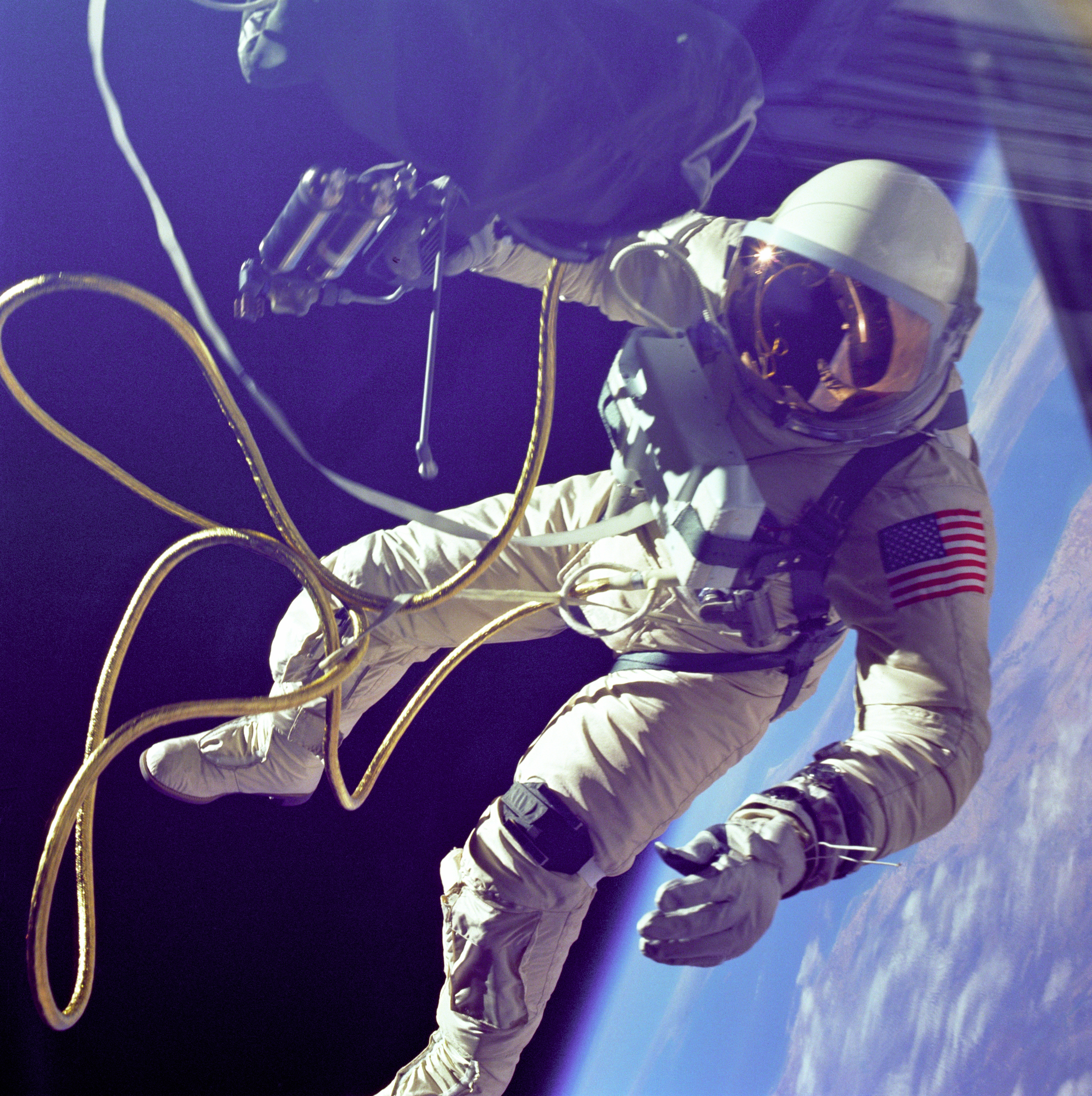
Edward White ve volném vesmíru